# A XXIX. században
A XXIX. században (La Journée d'un journaliste américain en 2889) Jules Verne neve alatt megjelent sci-fi novella, a szerző személye és a novella keletkezési körülményei sokáig bizonytalanok voltak, a szakértők nem tudták eldönteni, hogy alapvetően Jules, vagy fia, Michel a szerző, illetve a másikuk mennyire javított bele egyikük írásába. Végül perdöntő bizonyíték került elő: az írás Michel Verne műve, az apja csupán a nevét adta az írás első, amerikai közzétételéhez.
A novella megírását 1878-ban Gordon Bennett, a New York Herald főszerkesztője kezdeményezte, ő kérte fel Jules Verne-t, hogy képzelje el, milyen lesz az Amerikai Egyesült Államok ezer évvel később. A megrendelt írás tíz évvel később a The Forum magazinban jelent meg 1889 februárjában. 1891. január 21-én Franciaországban is közzétették a Journal d'Amiens-ben. 1891. augusztus 29-én a Le Petit Journal hozta le az írást. Végül 1910-ben Michel Verne néhány ponton módosította a novellát, amelyet elhelyezett a Tegnap és Holnap (Hier et demain) Jules Verne novellagyűjteményébe A XXIX. században. Egy amerikai újságíró napja 2889-ben módosított címmel.
A mű néhány kiadásban a 2889-es, másutt a 2890-es évszámot tünteti fel, ennek oka a megjelenések közti fejlődéshez igazítás.

## Tartalom
|  | Alább a cselekmény részletei következnek! |

A XXIX. század erősen iparosodott Amerikájában a Centropolis az Egyesült Államok szuper metropolisa és új fővárosa. Jules Verne olyan forradalmi technológiai változásokat ír le, mint a videotelefon, a földalatti gyorsvonat és a különféle repülőgépek. A változások alapja az új energiaforrás: az áram. Új típusú akkumulátorokat használnak a napenergia tárolására.
Francis Benett, a New York Herald alapítójának örököse ebben a „csodavilágban” él. Ez az újság harminc generáció óta a családjában van. Médiabirodalom nőtt ki belőle, amelyet ma Földhírmondónak neveznek. Ő rendelkezik a hírek elektronikus terjesztésének monopóliumával, amely fonográfiai terjesztés révén történik a televíziós csatornákon, képek elektromos rögzítésével. A teljes anyagi függetlenség olyan befolyást biztosít számára, hogy az elnökök kérik támogatását. Amíg neki normális „munkanap” kezdődik, felesége, Edith Párizsban van, ahol ruhatárát bővíti. A videotelefon segítségével mégis együtt reggeliznek.
A magán élet után Benett birodalmának szenteli magát. De nem csak információk terjesztésével keres pénzt, a reklám a másik alappillér. Az központi irodában tett reggeli körútja során Benett meglátogatja ezt a részleget is. Új technológiát alkalmaznak a reklámozáshoz. Hatalmas projektorokat használnak a reklámüzenetek felhőkre vetítésére, amelyeket aztán egész régiók tudnak el olvasni.
Mivel Francis Benett kiterjedt pénzügyi forrásokkal rendelkezik, ebből jut a kutatási és fejlesztési támogatásokra is. Mindig azt nézi, mi hasznos számára. A befolyásos médiamágnással nagykövetek vagy kormányzati képviselők konzultálnak. Megvitatásra vár a világ jelenlegi megosztottsága, amelyért a nagyhatalmak a felelősek. Benett nem látja a katonai konfliktus veszélyét. Külön kitér a meglévő biológiai és kémiai fegyverekkel megvívható háború kérdésére is. Akkoriban az Egyesült Államok Angliát szeretné gyarmatosítani.
Az este különleges tudományos eseményé. Egy száz évvel ezelőtt lefagyasztott tudós felolvasztására készülnek. Benett részt vesz ezen a nyilvános eseményen, és a média is jelen van. Délután ellenőrzi a napi jövedelmét, és ezt a munkát pillanatok alatt elvégzi az „elektronikus számológép” segítségével. Végre eljött az este. A televíziós kamerák a megdermedt tudósra irányulnak. De minden kísérlet – hővel, villamos energiával és a legmodernebb elixírekkel – sikertelen. A tudós természetesen meghalt, és száz éve halott.
Amikor Francis Benett késő este lassan beleereszkedik az automatikus működésű fürdőkádba, a teli kádból szégyenkező sikolyok hallatszanak, a felesége már fürdik benne. Csak néhány perccel ezelőtt ért vissza Európából a tengeralatti-alagút összeköttetésén keresztül. A történet végén Benett érkezik a napról, amikor ismét nagy összeget keresett.
|  | Itt a vége a cselekmény részletezésének! |

## Szereplők
- Francis Benett, az Earth Herald kiadója
- Edith Bennett, professional beauty
- Archibald, az Earth Herald irodalmi munkatársa
- John Lest, az Earth Herald irodalmi munkatársa
- Cash, az Earth Herald csillagász riportere
- Corley, az Earth Herald tudósa
- Peer, az Earth Herald tudósa
- Wilcox, az Egyesült Államok elnöke
- Chapmann – merénylő
- Samuel Mark, az Earth Herald projektor kezelők főnöke
- Anglia konzulja
- Francia nagykövet
- Orosz nagykövet
- Sam, Francis Benett orvosa
- Wormspire, divattervező[6]

## Verne szerint 2889-ben
Ebben a novellában a szerző megkísérli elképzelni az életet 2889-ben. Néhány gondolata:
- a mai utasok légivonatjaikért, kiváltképpen azokért az óceánokat átszelő légpárnás csövekért, amelyekben óránkinti ezerötszáz kilométeres sebességgel szállítják őket![7]
- Ezek a tenger alatti csövek, amelyekben kétszázkilencvenöt percig tart az út Európából Amerikába, csakugyan összehasonlíthatatlanul előnyösebbek a légivonatoknál, amelyek csak ezer kilométert tesznek meg óránkint.
- nem méltányolnák-e jobban a telefont és a telefotót, ha belegondolnánk, hogy atyáink még az általuk távírónak nevezett, vízözön előtti készülékre voltak utalva?
- A telefottal kiegészített telefon is korunk vívmánya! A szavaknak elektromos áram útján történő továbbítása szerfölött régi; de szinte csak tegnap óta lehetséges a képátvitel.
- a mai emberek szervezete sokkal ellenállóbb, hála a higiénia és a testedzés fejlődésének, melynek következtében az átlagos emberi életkor harminchét évről hatvannyolcra emelkedett
- Mint korunk minden jómódú embere, Francis Benett is hátat fordított a házi kosztnak, s egyik előfizetője a Házhoz Szállított Ételek Társasága nevű nagy cégnek. A Társaság csőpostán szállítja szerteszét ezerféle készítményét. Ez a módszer kétségtelenül költséges, de azon kívül, hogy az étel jobb, megvan az az előnye is, hogy kiküszöböli a mindkét nembéli szakácsnépség szörnyű fajtáját.
- a csarnokban ezer projektor vetítette szüntelenül a fellegekre a roppant hirdetéseket, amelyek onnan színesen verődtek vissza
- – Nos, Cash, mit kapott?

– Fénytáviratokat a Merkúrról, a Vénuszról és a Marsról, uram.
– Történt valami érdekes a Marson?
– Igen! forradalom tört ki a Központi Birodalomban. A liberális reakciósok vívják a konzervatív köztársaságiak ellen.
- Harminc tudós hajolt itt számítógépe fölé, s mélyedt el kilencvenötödfokú egyenleteiben.
- Egyikük-másikuk éppen az algebrai végtelen és a huszonnégy kiterjedésű tér képleteivel szórakozott, akár kisiskolás a négy számtani alapművelettel.
- - Hiába, uram – felelt a kérdezett -, optikánk egyelőre sok kívánnivalót hagy, s még három kilométeres átmérőjű teleszkópjainkkal sem...
- Az Earth Herald egyik csillagászának sikerült a Gandini bolygó nyomára akadnia. Ez a planéta tizenkétbillió-nyolcszáznegyvenegymilliárd-háromszáznegyvennyolcmillió-kétszáznyolcvannégyezer hatszázhuszonhárom egész hét tized méternyi távolságban kering a Nap körül, ötszázhetvenkét év, százkilencvennégy nap, tizenkét óra, negyvenhárom perc, kilenc egész nyolc tized másodperc alatt.[8]
- - Kitűnő. És ennek a Chapmann[9] nevű gyilkosnak az ügye?... Nyilatkozatra bírta az esküdteket?...

- Igen, s valamennyien bűnösnek tartják, úgyhogy az ügy már nem is kerül vissza hozzájuk. A vádlottat kivégzik, mielőtt az ítélet elhangoznék.
- Pompás!... Pompás!...
- Mindebben a színes fényképezés fejlődése játszotta a főszerepet, a színes fényképezésé, melyet a XX. század végén talált föl a japán Aruziszva-Riosi-Nisome-Szanzsu-Kamboz-Kio-Baski-Kü, kinek nevét oly hamar ajkára vette a nép.
- ...egy merész orvos pedig azzal a képtelenséggel állt elő, hogy van egy szere nátha ellen...
- Lehetséges-e bármiféle háború a modern találmányok idején, a száz kilométerre hordó fojtógázgránátokkal; a húsz mérföld hosszú villamos szikrákkal, melyek egy csapásra egész hadtesteket képesek megsemmisíteni; a pestis-, kolera-, sárgaláz-baktérium lövedékekkel, amelyek néhány órán belül kiirthatnak egy egész népet?
- Egy immár százötven éves annexió ellen! Ej, hát az angol uraságok még most sem törődnek bele abba, hogy országuk amerikai gyarmattá lett, a földi igazságszolgáltatás rendjét követve?
- Hogyan, orosz nagykövet úr, ön elégedetlen hatalmas birodalmukkal, amely a Rajna partjaitól egészen Kína határáig terjed, s amelynek óriási partvonalát a Jeges-tenger, az Atlanti-óceán, a Fekete-tenger, a Boszporusz és az Indiai-óceán mossa?
- A légikocsi – pompás jószág, amely a "levegőnél nehezebb test"[10] elvére épült – óránkint hatszáz kilométeres sebességgel száguldott a légben.
- Francis Benett a dolgozószobájába vonult, hogy megcsinálja aznapi könyvelői számadását. Elképesztően nehéz művelet, ha olyan vállalatról van szó, melynek napi kiadásai nyolcszázezer dollárra rúgnak. Szerencsére, a modern mechanika fejlődése rendkívül megkönnyíti az effajta munkát. Hála a villamos számítózongorának, Francis Benett hamarosan végzett is a magáéval.
- Ez utóbbinak köszönhetjük az új akkumulátorokat, amelyeknek egyike a napsugarakban rejlő erőt, a másik a földünk méhében fölhalmozódott villamosságot, a többi pedig az egyéb forrásokból (vízesés, szél, folyó, folyam stb.) eredő energiát kondenzálja.
- Mennyivel ámulatra méltóbbaknak tartanák modern városainkat, száz méter széles útjaikkal, háromszáz méter magas házaikkal, mindig egyforma hőmérsékletükkel, légitaxik és légibuszok ezrei szántotta egükkel! E néha tízmillió lakost is számláló városokhoz képest eltörpülnek az ezer év előtti – Párizs, London, Berlin, New York nevű – tanyácskák...

## Érdekességek
- Jules Verne vonzódása az amerikai expanzionizmus iránt Az úszó sziget regényében is tettenérhető.
- Szintén a földi jövőben játszódik a Párizs a XX. században regénye.
- Számos regényben találkozunk újságíró szereplővel. A Bombarnac Klaudiusban főszereplő, a Sztrogof Mihályban pedig a történetet színesítő, előrevivők.

## Magyar kiadások
- Az örök Ádám, fordító: Timár György, Gondolat, Budapest, 1973 (A humbug, Híjj-zutty, Zakariás mester, Ox doktor hóbortos ötlete, A XXIX. században és Az örök Ádám) Ez a fordítás a MEK-ben[11] Az örök Ádám cím alatt található.
- Martín Paz és más elbeszélések, Unikornis, 2002, ISBN 9789634274469 (A szultán unokái, A gyémántos Medzsidje-rend, A Raton család, Hogyan tölti egy amerikai újságíró egy napját 2889-ben? és Martín Paz)
- Képregényváltozata a Fülesben 1971 körül  megjelent.

## Feldolgozás
- David Vandermeulen (forgatókönyv) és Guillaume Guerse (rajz) képregényt készített a novellából. (ISBN 978-2-352-12046-9)
- In the Year 2889 címmel 1969-ben rendezett filmet Larry Buchanan.[12]